# Unix File System
Pour les articles homonymes, voir UFS.
UFS, abréviation de Unix File System, est un système de fichiers utilisé par de nombreux systèmes d'exploitation de type Unix. Il est dérivé du FFS, qui lui-même était basé sur le système de fichiers de Unix version 7 (dans les premières versions d'Unix développées aux Bell Labs).
FreeBSD, NetBSD, OpenBSD, NeXTSTEP, et Solaris utilisent des variantes d'UFS. Sous OS X, il était disponible comme une alternative à HFS+ (jusqu'à Mac OS X 10.5). Sous Linux, le support partiel d'UFS est disponible, et l'ancien système de fichiers natif de Linux (version 2.2), ext2, est dérivé d'UFS.

## Structure
Un volume UFS est composé des différentes parties suivantes :
- quelques blocs situés au début de la partition sont réservés pour l'amorçage,
- un superbloc contenant un nombre magique permettant d'identifier ce système comme un UFS, ainsi que d'autres nombres vitaux contenant des informations sur la géométrie du système de fichiers ;
- plusieurs groupes de cylindres composés des parties suivantes :
  - une copie de sauvegarde du superblock,
  - un groupe de cylindres de tête, contenant des informations sur les autres groupes de cylindres similaires à celles du superbloc,
  - un numéro d'inode contenant des propriétés sur les fichiers,
  - un numéro de bloc de données.

Les inodes sont numérotés séquentiellement, les premiers inodes sont réservés pour des raisons historiques puis sont suivis par l'inode du répertoire racine.
Les fichiers répertoires contiennent seulement la liste des noms des fichiers contenus dans ce répertoire ainsi que leur inode associé. Les métadonnées se trouvent dans l'inode.